# 尚居仁
尚居仁（？—？），琉球國第二尚氏王朝王族，童名不詳，號居仁，是尚宣威王之女，尚真王之妃。有一子尚維衡，本被立為世子，但因尚真王夫人謝華后進讒被廢。